# HQ-61
Хунци-61 или HQ-61 (кит. упр. 红旗六十一号, пиньинь hóngqí liùshí yī hào, палл. хунци люйши и хао, буквально: «Красное знамя-61») — китайский зенитно-ракетный комплекс (ЗРК) малого радиуса действия, ракеты которого оснащены полуактивными радиолокационными головками самонаведения. Может устанавливаться на надводные корабли и наземные транспортные средства, также были разработаны ракеты в противорадиолокационном варианте и модификация PL-11 класса «воздух-воздух». Корабельная и противорадиолокационная модификация, по состоянию на 2011 год, сняты с вооружения НОАК, но PL-11 и HQ-61A наземного подвижного базирования, всё ещё используются вооружёнными силами КНР.

## Описание
Первоначально создавался как ЗРК морского базирования, позднее была разработана сухопутная версия, затем усовершенствованная модификация HQ-61A. Постепенно заменяется на более совершенный HQ-7.

## Характеристики
- Количество ракет на ПУ: 2 или 6 шт.
- Система наведение: пассивная радиолокационная ГСН
- Длина: 3,99 м
- Диаметр: 286 мм
- Масса: 300 кг
  - Масса БЧ: 40 кг
- Высота перехвата цели:8000 м
- Дальность перехвата: до 10 км
- Скорость ракеты: 3 М